# Џастин Бибер
Џастин Дру Бибер (енгл. Justin Drew Bieber; Лондон, 1. март 1994) канадски је певач. Познат је по мешању неколико музичких жанрова, а одиграо је значајну улогу у развоју модерне забавне музике. Открио га је амерички музички продуцент Скутер Браун, након чега је објавио дебитантски EP My World (2009) и убрзо постао идол тинејџера.
Постигао је комерцијални успех својим дебитантским студијским албумом My World 2.0 (2010), који је дебитовао на врху америчке топ-листе Billboard 200, што га чини најмлађим мушким соло извођачем на врху ове топ-листе у последњих 47 година. Албум је изнедрио међународно успешан сингл „Baby”, који је постао један од најпродаванијих синглова свих времена у САД. Његов други студијски албум, Under the Mistletoe (2011), постао је први божићни албум мушког извођача који је дебитовао на првом месту у САД. Након тога, објавио је трећи студијски албум Believe (2012) и постао први извођач млађи од 18 година са пет албума на првом месту у САД. Између 2013. и 2014. био је умешан у више контроверзи и правних питања, што је имало драстичан утицај на његов имиџ у јавности.
Године 2015. био је главни вокал ЕДМ песме „Where Are Ü Now” дуа Jack Ü, која је освојила награду Греми за најбољу денс/електронску песму. Потом је објавио четврти студијски албум Purpose (2015), који је изнедрио три сингла на првом месту у САД: „Love Yourself”, „Sorry” и „What Do You Mean?”. Постао је први извођач који је заузео прва три места топ-листе UK Singles Chart. Током 2016. и 2017. објавио је бројне сарадње, укључујући „I'm the One” и ремикс песме „Despacito”, које су заузеле прво место на америчкој топ-листи Billboard Hot 100 у размаку од једне седмице, што га чини првим извођачем који је заузео прво место у две седмице узастопно. Billboard је прогласио „Despacito” најбољом латино песмом свих времена, а Биберу је донела прву награду Латино Греми у његовој каријери. Године 2019. објавио је кантри песму „10,000 Hours” са дуом Dan + Shay, која је освојила награду Греми за најбољу кантри дуо/групну интерпретацију.
Године 2020. објавио је свој пети студијски албум Changes, који је дебитовао на првом месту у Уједињеном Краљевству и САД, као и самостални дует „Stuck with U” са Аријаном Гранде, који је дебитовао на врху америчке топ-листе . За свој шести студијски албум, Justice (2021), вратио се својим поп коренима. Албум је дебитовао на врху америчке топ-листе Billboard 200 и изнедрио међународни хит „Peaches”, што га чини најмлађим солистом са осам албума на првом месту у САД, док је рекорд претходно држао Елвис Пресли од 1965. године. Исте године је објавио песму „Stay” на којој му се придружио The Kid Laroi, која је постала његов осми сингл на првом месту у САД. Године 2025. објавио је свој седми студијски албум, Swag.
Један је од најпродаванијих извођача свих времена, са процењеном продајом од преко 150 милиона плоча широм света. Добитник је три дијамантска сертификата RIAA за „Baby”, „Sorry” и „Despacito”. Добио је бројна признања, укључујући две награде Греми, једну награду Латино Греми, осам награда Џуно, две награде Брит, једну награду Бамби, 26 Билбордових музичких награда, 18 Америчких музичких награда, 22 МТВ европске музичке награде (више од било ког извођача) и 23 Награде по избору тинејџера (више од било ког мушкарца), док је такође оборио 33 Гинисових рекорда. Time га је прогласио једним од 100 најутицајнијих људи на свету 2011. године, а био је уврштен на топ-листу часописа Forbes за десет најмоћнијих познатих личности 2011, 2012. и 2013. године.

## Биографија
Рођен је 1. марта 1994. године у Лондону, а одрастао у Стратфорду. Син је Џеремија Џека Бибера и Пети Малет, који никада нису били венчани. Петини родитељи, мајка Дајана и очух Брус, помогли су јој у одгајању сина. Џастинови преци су били Французи, Енглези, Шкоти и Немци.
Преко свог оца има млађег полубрата и две полусестре. Такође има и полусестру преко своје маћехе. Током Џастиновог детињства, Пети је радила неколико слабо плаћених канцеларијских послова, док је истовремено одгајала сина као самохрана мајка. Џастин је за то време одржавао контакт са својим оцем.
Образовање је завршио на француском језику у Стратфорду. Док је одрастао, научио је да свира клавир, бубњеве, гитару и трубу. Почетком 2007, када је имао 12 година, отпевао је песму „So Sick” извођача Ne-Yo на локалном певачком такмичењу у Стратфорду, где је освојио друго место. Пети је поставила снимак наступа на YouTube како би га видела породица и пријатељи. Наставила је да поставља видео-снимке на којима Џастин пева обраде разних песама, а његова популарност на сајту је све више расла. Исте године је наступао испред степеница Авон театра са изнајмљеном гитаром током туристичке сезоне.

## Дискографија
- (2010)
- (2011)
- (2012)
- (2015)
- (2020)
- (2021)
- (2025)

## Филмографија
- Џастин Бибер: Никад не реци никад (2011)
- Џастин Бибер: Веруј (2013)
- Зулендер 2 (2016)
- Џастин Бибер: Годишња доба (2020)
- Џастин Бибер: Наш свет (2021)

## Турнеје
- (2009)
- (2010—2011)
- (2012—2013)
- (2016—2017)
- (2022—2023)